# De Orde van de Nacht
De Orde van de Nacht was een radioprogramma van de AVROTROS dat elke vrijdag- op zaterdagnacht werd uitgezonden tussen 03.00 en 06.00 uur op 3FM. Het programma werd uitgezonden in het oude tijdslot van de Freaknacht op 3fm en werd gepresenteerd door Jasper Leijdens en Rob Janssen. Voor Janssen is het het radiodebuut op de nationale radio, Leijdens zit sinds 2012 bij het station.

## Begintijd
In de aanloop naar de eerste uitzending kwamen Rob en Jasper er achter dat in de programmagids niet 03.00, maar 03.07 stond als begintijd. Sindsdien was er in het gat tussen het nieuws van 03.00 uur en 03.07 iedere week iets anders te horen op 3fm.

## Items
Het programma kende zowel een aantal terugkerende als niet terugkerende items. Zo was er in het eerste uur vrijwel altijd een band te gast, die na het spelen werd gevraagd of ze na de volgende plaat een jingle kunnen laten horen en zichzelf zo "Jingle Songwriter" kunnen noemen. In "Bellen met het beest" (gespeeld in aflevering 1 t/m 4) was er een dier in of buiten de studio. Bellers moesten raden welk dier ze aan de telefoon hadden door te proberen het dier geluid te laten maken. Om half vijf trad iedere week een echte TROS-topper op in het item "Live om half five".

## Einde
In de nieuwe programmering, die in november 2016 inging, was geen ruimte meer voor het nachtprogramma. De meeste programma's hebben sindsdien als titel de naam van de dj('s). Beide dj's blijven desondanks actief voor de zender. Nieuwe Programmering